# PGC 1285086
LEDA/PGC 1285086 ist eine Galaxie im Sternbild Jungfrau auf der Ekliptik, die schätzungsweise 1,5 Milliarden Lichtjahre von der Milchstraße entfernt ist. Im selben Himmelsareal befinden sich u. a. die Galaxien NGC 4249, NGC 4252, NGC 4257 und NGC 4259.